# フラッシュ法
フラッシュ法（フラッシュほう、英: Frasch process）は、鉱床から硫黄を採取する方法。発案した化学者の名からこの名がつけられた。20世紀後半に石油の脱硫により硫黄を供給する方法が確立するまでは一般的であったが、2002年時点ではすべての硫黄鉱床でフラッシュ法による硫黄抽出は行われなくなった。 

## 概要
硫黄鉱床を覆う岩にドリルにより穴をあけ、二重にした同心円状のパイプを通し、外側のパイプに加圧した熱水 (160℃, 2.5-3MPa) を送り込む。圧力のため水は液体のままになっている。硫黄の融点は約112℃であるため液化し、中央のパイプからポンプにより汲み上げることができる。地表まで汲み上げると、硫黄は冷えて再び凝固する。この方法により、純度99.5％の硫黄を生成することができる。

## 歴史

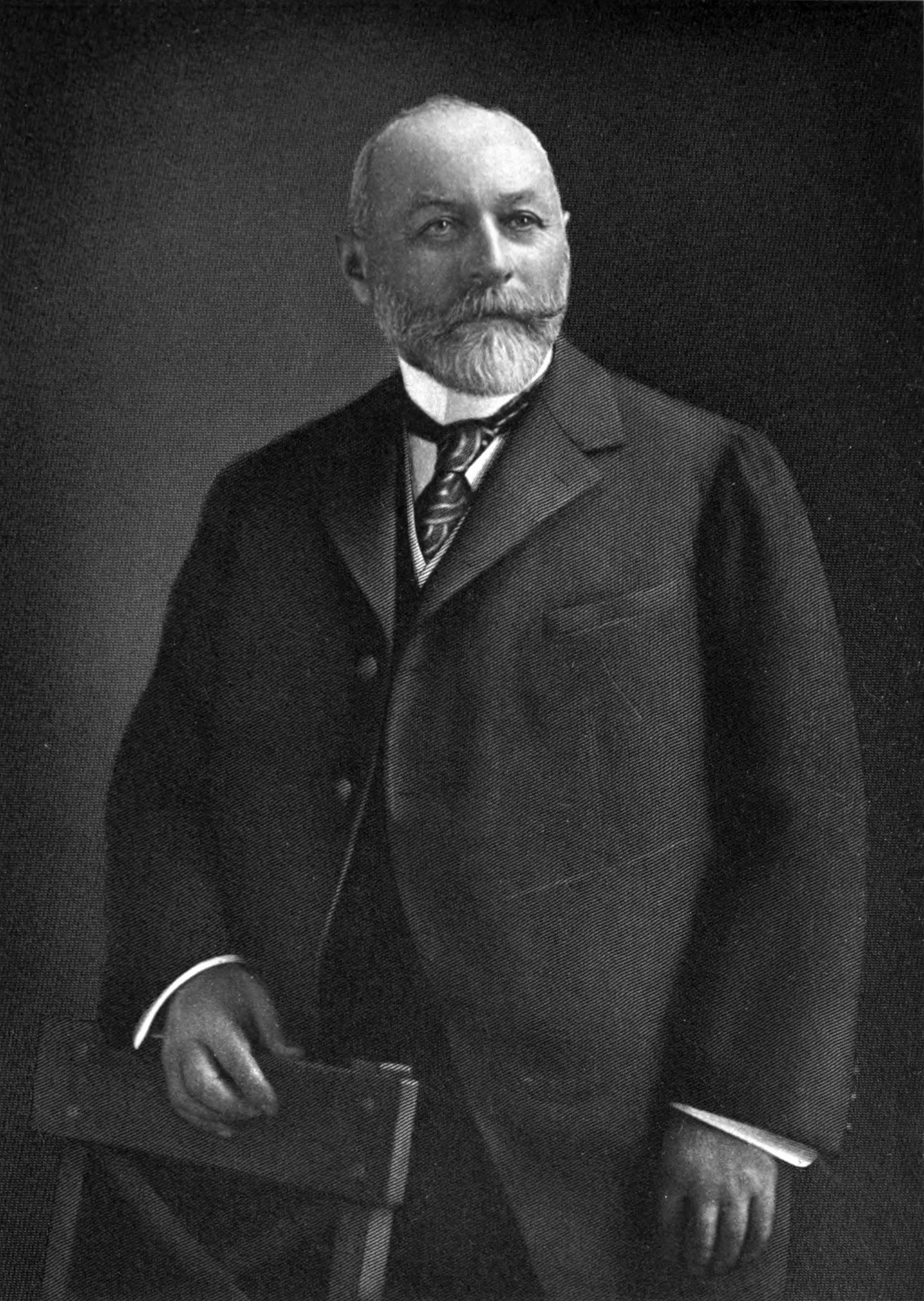
ハーマン・フラッシュ

1867年に、アメリカ合衆国ルイジアナ州カルカシュー教区の岩塩ドームで硫黄鉱床が発見されたが、流砂に阻まれ、採掘は困難であった。1894年、ドイツ生まれのアメリカ人化学者ハーマン・フラッシュは、パイプを用いて流砂を回避し硫黄を採掘する方法を考案した。1894年12月24日、溶融硫黄が地表に現れ、フラッシュ法により硫黄の採取が可能であることが証明された。水蒸気を加熱するコストがかかるためしばらくの間は採算に乗らなかったが、1901年にテキサス州のスピンドルトップ油田が発見され、安価な燃料油が供給されるようになり、1903年からはフラッシュ法による商業ベースでの硫黄の採取がおこなわれるようになった。特許が切れた後、2番目のフラッシュ法採用鉱床は1912年にテキサス州ブラゾリア郡に設けられ、その後もメキシコ湾沿いの岩塩ドームの硫黄鉱床でフラッシュ法による硫黄採取が広く行われるようになった。20世紀の前半から中頃にかけては世界の硫黄の多くはメキシコ湾沿いから生産されるようになったが、1970年ごろから、石油や天然ガスの脱硫工程で回収される硫黄が供給されるようになり、硫黄の価格が下落したため、硫黄鉱床の多くがフラッシュ法による採取を停止した。2002年、アメリカで最後のフラッシュ法鉱床が操業を終了した。